# 向井山雄
向井 山雄（むかい やまお、1890年（明治23年）5月19日 - 1961年（昭和36年）2月24日）は、アイヌ民族出身で正式の聖公会の司祭になった人物である。バチェラー八重子の弟である。長く聖職者として奉仕するとともに、アイヌの地位と教育の向上に尽力し、北海道アイヌ協会初代理事長を務めた。伊達町（現・伊達市）会議員も務め、地域の発展に大きく貢献した。

## 人物・経歴
1890年（明治23年）に北海道の有珠（現・伊達市）に生まれた。姉のバチェラー八重子の養父となる英国聖公会宣教協会（CMS）の宣教師ジョン・バチェラーから感化を受けてキリスト教に入信する。
1905年（明治38年）函館区谷地頭のアイヌ小学校から創成高等小学校に編入して2年間で修了し、1906年（明治39年）4月には東京へ出て、築地の旧制立教中学校に入学する。アイヌの学生を受け入れたのは、東京の中学校では立教が嚆矢であった。
次いで立教大学文科へ進学し、宗教学科を卒業する。ジョン・バチェラーは姉の八重子を支援し進学させたのち、養女に迎えたが、バチェラーは弟の山雄の才能も見込んで支援し、大学卒業までの学資をした。また、向井は大阪三一神学校で学び、1918年（大正7年）に聖公会神学院を卒業する。
その後、聖職者として北海道の各地で伝道、牧会をした。1926年（大正15年／昭和元年）にアイヌ出身者として初めて聖公会の司祭として按手礼を受け、1927年（昭和2年）に有珠聖公会の牧師となった。向井は同族（ウタリ）の問題に取り組み、伝道活動や雑誌「蝦夷の光」の発行などを行いアイヌの地位と教育の向上に尽力する。
また、向井は伊達町会議員を4期務めたが、有珠に消防分署を設置するなど地域の発展にも大きく貢献した。
戦後もアイヌ民族の向上を図るために、1946年（昭和21年）に北海道アイヌ協会が再建された時に、初代理事長に就任した。1958年（昭和33年）に聖公会での活動を引退し、1961年（昭和36年）に有珠で死去した。